# Press Gang
Press Gang è una serie televisiva britannica in 43 episodi trasmessi per la prima volta nel corso di 5 stagioni dal 1989 al 1993.
La serie, destinata ai ragazzi, riprende le vicende di un gruppo di ragazzi di una scuola inglese, la Norbridge High, che crea il proprio giornalino della scuola, Junior Gazette. La serie è inframmezzata da elementi comici e drammatici. Oltre ad affrontare le relazioni interpersonali tra i ragazzi della scuola, la serie affronta temi quali l'abuso di droghe, gli abusi sui minori e la diffusione tra i giovani delle armi da fuoco. Scritto dall'ex-insegnante Steven Moffat, più della metà degli episodi sono stati diretti da Bob Spiers, un celebre regista britannico di commedie che aveva già lavorato a classici televisivi come Fawlty Towers . La ricezione critica fu molto positiva, in particolare per la qualità della sceneggiatura.

## Personaggi
- Lynda Day (43 episodi, 1989-1993), interpretata da	Julia Sawalha.
- Spike Thomson (43 episodi, 1989-1993), interpretato da	Dexter Fletcher.
- Colin Mathews (43 episodi, 1989-1993), interpretato da	Paul Reynolds.
- Frazz Davis (41 episodi, 1989-1993), interpretato da	Mmoloki Chrystie.
- Sarah Jackson (40 episodi, 1989-1993), interpretata da	Kelda Holmes.
- Kenny Phillips (30 episodi, 1989-1991), interpretato da	Lee Ross.
- Tiddler (30 episodi, 1989-1993), interpretato da	Joanna Dukes.
- Julie Craig (23 episodi, 1989-1993), interpretata da	Lucy Benjamin.
- Mr. Sullivan (15 episodi, 1989-1992), interpretato da	Nick Stringer.
- Matt Kerr (14 episodi, 1989-1993), interpretato da	Clive Wood.
- Sam Black (12 episodi, 1990), interpretato da	Gabrielle Anwar.
- Danny McColl (12 episodi, 1989), interpretato da	Charlie Creed-Miles.
- Billy Homer (11 episodi, 1989-1992), interpretato da	Andy Crowe.
- Kevin (11 episodi, 1990-1992), interpretato da	Jeremy Hodge.
- Chrissie Stuart (10 episodi, 1989-1990), interpretata da	Angela Bruce.
- Kevo (9 episodi, 1989-1990), interpretato da	Barry Foy.
- Laura (8 episodi, 1989-1990), interpretata da	Clare Louise Hearndon.
- Sophie (7 episodi, 1989-1990), interpretata da	Rosie Marcel.
- Mrs. Day (6 episodi, 1989-1990), interpretata da	Penelope Nice.
- Miss Hessope (6 episodi, 1989-1993), interpretata da	Miranda Forbes.

## Produzione
La serie, ideata da Bill Moffat e Steven Moffat, fu prodotta da Richmond Films & Television e girata negli studios della Pinewood a Buckinghamshire e a Uxbridge, nel Middlesex in Inghilterra. Le musiche furono composte da Peter Davis, John Mealing e John G. Perry.

### Registi
Tra i registi della serie sono accreditati:
- Bob Spiers (23 episodi, 1989-1993)
- Lorne Magory (9 episodi, 1989-1992)
- Bill Ward (4 episodi, 1992-1993)
- Colin Nutley (2 episodi, 1989)
- Bren Simson (2 episodi, 1990)

## Distribuzione
La serie fu trasmessa in Gran Bretagna dal 1989 al 1993 sulla rete televisiva Independent Television. In Italia è stata trasmessa con il titolo Press Gang.
Alcune delle uscite internazionali sono state:
- in Gran Bretagna il 16 gennaio 1989 (Press Gang)
- in Francia (La rédac)
- in Spagna (The junior gazette: la pandilla plumilla)
- in Italia (Press Gang)

## Episodi
| Stagione         | Episodi | Prima TV UK |
| ---------------- | ------- | ----------- |
| Prima stagione   | 12      | 1989        |
| Seconda stagione | 13      | 1990        |
| Terza stagione   | 6       | 1991        |
| Quarta stagione  | 6       | 1992        |
| Quinta stagione  | 6       | 1993        |